# Arnedo
Arnedo es un municipio y ciudad de la comunidad autónoma de La Rioja (España), 
Pertenece a la comarca homónima de la cual es capital y dentro de ella, a la Rioja Baja, siendo la segunda ciudad más poblada. 
Tiene 15.201 habitantes (INE 2023). Está bañada por el río Cidacos (afluente del Ebro) y su economía depende fundamentalmente de la industria del calzado. Su nombre proviene posiblemente del latín arenetum, colectivo de «arena».

## Geografía
La ciudad de Arnedo está situada en el valle medio del Cidacos, río afluente del Ebro por su derecha, en la comarca de La Rioja Baja. Con 15 201 habitantes (INE 2023). es la tercera ciudad en población de La Rioja, de cuya capital, Logroño, dista 48 km.
El término municipal de Arnedo tiene 86,8 km² que se extienden a ambas márgenes del río, aunque su núcleo urbano se halla en la izquierda del mismo. Incluye desde 1975 el anterior municipio de Turruncún, hoy deshabitado. Su altitud media sobre el nivel del mar es de 523 m, que marcan el comienzo de la sierra hacia el sur. La ciudad se erige hacia el norte en un cerro.
Arnedo se halla en la denominada Hoya de Arnedo, en la que penetra el río Cidacos por Arnedillo y sale por Autol, determinando dos márgenes desiguales: la derecha, mucho más extensa y escarpada, está dominada por la peña Isasa, de 1474 m de altura; y la izquierda, con paredes arcillosas de un rojizo característico, en la que a pesar de su poco espacio se sitúan la mayoría de las poblaciones y las cuevas artificiales horadadas por el hombre.
La Hoya está enmarcada y cerrada por un conjunto de sierras de conglomerados y areniscas que pueden ser el origen del nombre de la ciudad arenetum:
- Por el sur, y de oeste a este, Peñalmonte e Isasa, de donde se extienden hacia el sureste las crestas calcáreas de la sierra de Cumbeyo que domina el valle de Turruncún y el monte Yerga. Hacia el este se continúan por Valdeavia, Gatún y El Romeral.
- Por el norte, las alturas disminuyen progresivamente de oeste a este en la sierra de la Hez y monte de Bergasa, de sureste a noroeste.

|              | Norte: Bergasa |                    |
| Oeste: Herce |                | Este: Quel y Autol |
|              | Sur: Turruncún |                    |

### Clima
El clima de Arnedo es de transición entre mediterráneo y atlántico. Se caracteriza por ser templado-frío, lleno de contrastes y variaciones de un año a otro. Así, se pueden registrar temperaturas superiores a los 35 grados en julio y agosto e inferiores a los 0 grados en enero.
El cierzo (viento norte) y el bochorno (viento sur) son los vientos propios de la zona. En lo que se refiere a la velocidad, aunque predominan las jornadas de vientos débiles y en calma, hay días en que pueden alcanzar rachas importantes.
| Parámetros climáticos promedio de Arnedo | Parámetros climáticos promedio de Arnedo | Parámetros climáticos promedio de Arnedo | Parámetros climáticos promedio de Arnedo | Parámetros climáticos promedio de Arnedo | Parámetros climáticos promedio de Arnedo | Parámetros climáticos promedio de Arnedo | Parámetros climáticos promedio de Arnedo | Parámetros climáticos promedio de Arnedo | Parámetros climáticos promedio de Arnedo | Parámetros climáticos promedio de Arnedo | Parámetros climáticos promedio de Arnedo | Parámetros climáticos promedio de Arnedo | Parámetros climáticos promedio de Arnedo |
| Mes                                      | Ene.                                     | Feb.                                     | Mar.                                     | Abr.                                     | May.                                     | Jun.                                     | Jul.                                     | Ago.                                     | Sep.                                     | Oct.                                     | Nov.                                     | Dic.                                     | Anual                                    |
| ---------------------------------------- | ---------------------------------------- | ---------------------------------------- | ---------------------------------------- | ---------------------------------------- | ---------------------------------------- | ---------------------------------------- | ---------------------------------------- | ---------------------------------------- | ---------------------------------------- | ---------------------------------------- | ---------------------------------------- | ---------------------------------------- | ---------------------------------------- |
| Temp. máx. media (°C)                    | 9.5                                      | 12.0                                     | 13.8                                     | 17.1                                     | 21.1                                     | 25.5                                     | 29.3                                     | 28.3                                     | 25.3                                     | 20.8                                     | 13.6                                     | 11.5                                     | 19                                       |
| Temp. mín. media (°C)                    | 1.9                                      | 1.8                                      | 3.6                                      | 5.6                                      | 8.3                                      | 12.2                                     | 14.1                                     | 14.0                                     | 12.2                                     | 8.9                                      | 4.8                                      | 2.1                                      | 7.5                                      |
| Precipitación total (mm)                 | 30                                       | 32                                       | 33                                       | 63                                       | 64                                       | 47                                       | 34                                       | 32                                       | 21                                       | 27                                       | 35                                       | 33                                       | 451                                      |
| Días de precipitaciones (≥ 1 mm)         | 4                                        | 10                                       | 10                                       | 13.5                                     | 13.6                                     | 9.4                                      | 6.6                                      | 6.8                                      | 6.6                                      | 9.3                                      | 11.3                                     | 10.6                                     | 111.7                                    |
| Fuente: Agencia Estatal de Meterología   |                                          |                                          |                                          |                                          |                                          |                                          |                                          |                                          |                                          |                                          |                                          |                                          |                                          |

## Historia
Parece indudable que Arnedo ha estado poblado desde tiempos muy antiguos, pues sus restos arqueológicos se remontan al neolítico.
Hay historiadores que afirman que el nombre de Arnedo en tiempos prerromanos era Sadacia o Sidacia, nombre que habría quedado en el río Cidacos, pero su actual denominación deriva etimológicamente del término latino arenetum, que viene a significar «lugar de arena», y hace referencia a la plataforma arenosa sobre la que se asienta la ciudad. En el siglo X era denominada Arneto.
Durante la prehistoria se ubican a la orilla del río y en las montaña los más antiguos asentamientos que se conocen. Son los de San Pedro Mártir y el Valpineda, con restos de época neolítica, quizá del Bronce inicial: allí se encontraron materiales líticos de sílex y cerámicas hechas a mano.
De la época prerromana (del 3000 a. C. al s. II a. C.) los testimonios arqueológicos en los cerros de San Miguel y El Raposal parecen indicar un hábitat concentrado por pobladores celtíberos, quizás berones o pelendones, que desaparecerían a la llegada de los romanos en el s. II a. C.. Del pueblo celtíbero quedan importantes testimonios: un poblado, un horno y restos de cerámicas aparecidos en la colina de San Miguel.
En la época romana (del s. II a. C. al siglo V) no se cita Arnedo en su historiografía y hay que recurrir a la arqueología. Se supone que el poblado se traslada al pie del cerro del Castillo, donde aparecieron restos de terra sigillata; allí los romanos podrían haber levantado una fortificación (base del futuro castillo medieval) que protegía un importante nudo de comunicaciones. En Arnedo se cruzaban las calzadas romanas que unían Calahorra con Numancia, y la de Contrebia Leucade (yacimiento de Inestrillas, en la cuenca del río Alhama) con Varea, la Vareia romana.
De la época visigótica se conservan restos de una iglesia rupestre del siglo VI en las afueras del pueblo, junto al Monasterio de Nuestra Señora de Vico, y la Cueva de los Cien Pilares, bajo el cerro de San Miguel, donde hubo un monasterio.

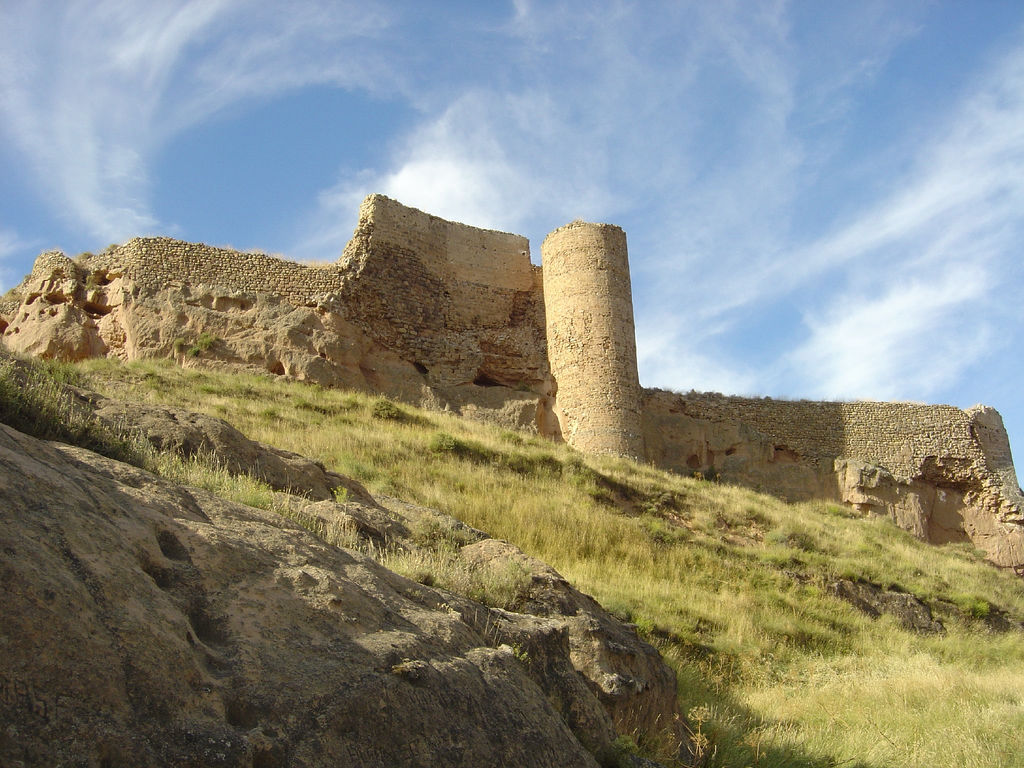
Castillo de Arnedo

Arnedo pasó a ser ocupada por los árabes, muestra de ello es el castillo, que se eleva en un imponente cerro controlando y dominando la ciudad y sus límites. Según el geógrafo árabe Al-Idrisi, Arnedo fue capital de una de las 26 provincias árabes de España en el siglo VIII y desde donde se desempeñó un importante papel en las luchas de conquista y Reconquista.
La falta de documentación cristiana hace de las crónicas musulmanas la mejor fuente de información para este periodo, en el que la población fue reconquistada por Sancho Garcés I entre los años 908-909. Se le concedió fuero propio y surgió la leyenda de la aparición de la Virgen de Vico al moro Kam. En 1264 quedó vinculado a la Corona de Castilla. Tras la guerra de los Dos Pedros, la villa fue cedida por el victorioso Enrique II de Trastámara al noble francés Bertrand du Guesclin. Este caballero, sin embargo, la vendió el 24 de abril de 1370 a Pedro Fernández de Velasco, recibiendo a cambio dos mil doblas castellanas de oro. El 17 de abril de 1379 Juan I confirmó la transacción del señorío de Arnedo.
A finales del siglo XIV Arnedo adquiere renombre al celebrarse en 1385 conferencias diplomáticas que son el origen del título de Príncipe de Asturias, y firmarse en 1388 el llamado Tratado de Arnedo entre Francia y Castilla para defensa mutua. En el siglo XV se fundan en Arnedo una de las primeras cajas de ahorro que se conocen en el mundo, así como el monasterio de Vico.
En los siguientes siglos varios reyes distinguieron a la población: Felipe III le concede el derecho de fielazgo y garapitería, Felipe IV la exime de alojar gente de guerra y concede el Título de ciudad, y Carlos III concede una feria de... «nueve días y mercado el día lunes de cada semana».
En 1654 recibió el título de Ciudad concedido por el entonces rey Felipe IV.
En algún punto entre 1784 y 1801 Arnedo se integra en la Real Sociedad Económica de La Rioja, la cual era una de las sociedades de amigos del país fundadas en el siglo XVIII conforme a los ideales de la ilustración.
En el siglo XIX la ciudad contaba ya con una industria alpargatera y otras actividades fabriles: fábricas de jabón y aguardientes, tenerías, alfarerías, una imprenta, etc.
Durante el pasado siglo XX en los aspectos sociales y políticos (véase Sucesos de Arnedo) la ciudad ha seguido los acontecimientos del resto de España; pero se ha caracterizado particularmente por el inicio en los años veinte de la industria del calzado con un gran desarrollo posterior y de otras industrias auxiliares: prefabricados, caucho, cartonajes, etc.; causa de la llegada de población desde otros lugares de España y en los últimos años desde otros países.

### Sucesos de Arnedo
Se conoce de esta manera a los acontecimientos que se produjeron entre 1931 y 1932 a partir de unos despidos en una fábrica de calzados y terminaría con la muerte de once personas por disparos de la Guardia Civil. Estos hechos causaron una gran polémica, añadidos a otros casos de matanzas de Guardias Civiles por parte de campesinos y obreros, como en Castilblanco (anterior), o la situación inversa en Casas Viejas (posterior). Arnedo se convirtió en un símbolo para anarquistas y republicanos de izquierda radical durante los años treinta, del mismo modo que el atentado de ETA en 1995 lo convertiría en símbolo contra el terrorismo.

## Demografía
Arnedo cuenta con una población de 15 219 habitantes (INE 2024).
| Gráfica de evolución demográfica de Arnedo entre 1842 y 2021 |
| |
| Población de derecho según los censos de población del INE Población de hecho según los censos de población del INEEn 1975 crece el término del municipio porque incorpora a Turruncún |

## Economía
La ciudad de Arnedo basa su economía principalmente en la industria del calzado, siendo utilizado este pretexto como eslogan de la ciudad (Arnedo, ciudad del calzado) y como atracción turística (Museo del calzado).
Tiene un importante y amplio tejido industrial relacionado con el calzado, del que existen diversas variedades. Entre ellas se encuentran una gran cantidad de marcas populares propias de Arnedo: firmas como Fluchos, Pitillos, Flossy, Callaghan, Chiruca (Fal), Gorila, etc. Esta ciudad también es líder nacional en la fabricación de Calzado de Seguridad; todo ello representado en la Asociación de Industrias del Calzado y Conexas de La Rioja, AICCOR. Arnedo cuenta desde el 2007 con el Centro Tecnológico del Calzado de La Rioja, que mejora la competitividad y aplica la I+D+i al sector.
Esta economía se complementa con otras como son las bodegas (Bodega Cooperativa Nuestra Señora de Vico), cartonaje, transformación de caucho, industria del muebles, trujal (Trujal 5 valles), comercios de servicio... La agricultura se dirige principalmente al autoconsumo, sin embargo las zonas de regadío (sobre todo cerca del río) si están dirigidas al mercado, destacando la vid, los olivos y los almendros.

## Administración y política

### Gobierno municipal

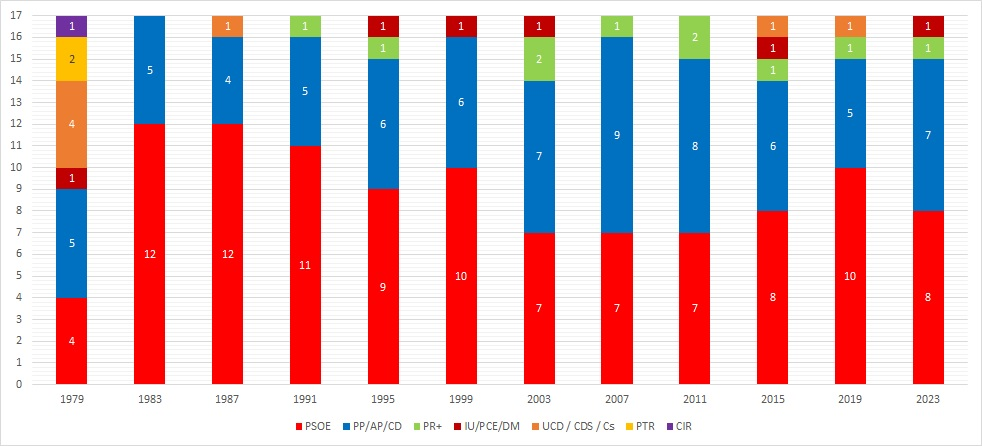
Reparto de concejales en las distintas legislaturas por los distintos partidos

| Periodo   | Nombre                  | Partido | Partido                                  |
| --------- | ----------------------- | ------- | ---------------------------------------- |
| 1979-1983 | Agapito Moreno Solana   |         | Coalición Democrática (CD)               |
| 1983-1987 | Santiago Orío Pérez     |         | Partido Socialista Obrero Español (PSOE) |
| 1987-2003 | José Mª León Quiñones   |         | Partido Socialista Obrero Español (PSOE) |
| 2003-2015 | Juan Antonio Abad Pérez |         | Partido Popular (PP)                     |
| 2015-2025 | Javier García Ibáñez    |         | Partido Socialista Obrero Español (PSOE) |
| 2025-act. | Rosa Mª Herce Arpón     |         | Partido Socialista Obrero Español (PSOE) |

Agapito Moreno Solana (1979-1983). Nació en Arnedo en 1926. Con la llegada de la democracia se afilió a Alianza Popular (AP), continuando su militancia hasta su muerte en el Partido Popular (PP). Antes de ser elegido alcalde en 1979, ocupó durante ocho años un puesto de concejal. Tras su elección como alcalde en las elecciones de 1979, dejó aparcada temporalmente su actividad profesional como contratista. Abandonó el cargo en 1983, al renunciar a continuar con su carrera política municipal tras doce años de dedicación. Murió en 1996. 
Santiago Orío Pérez (1983-1987). Nació en Arnedo en 1945. Fundador, junto a otras personas, de la agrupación local del PSOE, perteneció a UGT hasta 1992. Ocupó los cargos de concejal, teniente de alcalde en la primera legislatura democrática. Fue elegido alcalde por mayoría en las elecciones de 1983. En 1987 abandonó el cargo al ser promovido como diputado provincial, cargo del que dimitió en 1994. Continuó con su labor profesional como comerciante, desligándose de la actividad política. 
Jose Mª León Quiñones (1987-2003). Nació en Arnedo en 1944. Empresario de Artes Gráficas, se afilió al PSOE en 1991. En las elecciones de 1987 encabeza la candidatura del PSOE como independiente y gana por mayoría absoluta, cargo que desempeñó durante cuatro legislaturas. Su momento más amargo, el atentado de ETA perpetrado en 1995. Tras un cambio de Gobierno, abandonó su cargo en 2004 para centrarse en su actividad profesional como empresario de artes gráficas. Continúa militando en el PSOE de Arnedo. 
Juan Antonio Abad Pérez (2003-2015). Nació en Arnedo en 1956, Antes de entrar en política se destacó por su labor empresarial, en el sector del calzado, y posteriormente empleado de banca. En 1999 encabeza por primera vez las listas del PP, siendo elegido concejal del Ayuntamiento. En las elecciones de 2003, fue elegido alcalde bajo las siglas del PP, gracias a un pacto de coalición con el Partido Riojano (PR), cargo que ha desempeñado durante tres mandatos. Ha sido diputado regional en dos legislaturas y diputado nacional (2011-2015). En 2015 abandonó la política activa y volvió a su empleo en la banca. 
Javier García Ibáñez (2015-2025). Nació en Calahorra en 1982. Comenzó a militar en el PSOE de Arnedo en el año 2000, participando como concejal del Ayuntamiento durante tres legislaturas. En 2015, encabeza por primera vez la candidatura del PSOE a la Alcaldía. Tras una victoria electoral, es elegido alcalde de la ciudad. En las elecciones de 2019 es reelegido alcalde con mayoría absoluta. Revalidaría la alcaldía en el año 2023 esta vez con 8 concejales. Cesó en el cargo al ser elegido secretario general del PSOE de La Rioja. 
Rosa Mª Herce Arpón (2025-actualidad). Nacida en Arnedo en 1967 se convirtió el 8 de marzo de 2025 en la primera alcaldesa de la ciudad en sustitución de Javier García tras renunciar al cargo de alcalde al ser elegido secretario general del PSOE de La Rioja. Diplomada en Turismo por la Universidad de Zaragoza ha desarrollado su vida profesional como responsable de la cartera de clientes internacionales de una empresa de calzado. Se incorporó al equipo de García como responsable de Salud, Servicios Sociales, Igualdad e Integración.
| Partido político                                                    | 2023  | 2023  | 2023       | 2019  | 2019  | 2019       | 2015  | 2015  | 2015       | 2011  | 2011  | 2011       | 2007  | 2007  | 2007       | 2003  | 2003  | 2003       | 1999  | 1999  | 1999       | 1995  | 1995  | 1995       | 1991  | 1991  | 1991       | 1987  | 1987  | 1987       | 1983  | 1983  | 1983       | 1979  | 1979  | 1979       |
| Partido político                                                    | %     | Votos | Concejales | %     | Votos | Concejales | %     | Votos | Concejales | %     | Votos | Concejales | %     | Votos | Concejales | %     | Votos | Concejales | %     | Votos | Concejales | %     | Votos | Concejales | %     | Votos | Concejales | %     | Votos | Concejales | %     | Votos | Concejales | %     | Votos | Concejales |
| Partido Socialista Obrero Español (PSOE)                            | 41,45 | 3156  | 8          | 50,67 | 3805  | 10         | 40,67 | 3048  | 8          | 39,68 | 3123  | 7          | 38,17 | 3291  | 7          | 39,15 | 3405  | 7          | 54,48 | 4407  | 10         | 45,44 | 3541  | 9          | 59,38 | 4138  | 11         | 60,71 | 4301  | 12         | 69,33 | 4289  | 12         | 24,10 | 1409  | 4          |
| Partido Popular (PP)-Alianza Popular (AP)                           | 37,61 | 2864  | 7          | 29,12 | 2187  | 5          | 31,43 | 2356  | 6          | 41,88 | 3296  | 8          | 49,71 | 4286  | 9          | 38,71 | 3367  | 7          | 31,88 | 2579  | 6          | 34,48 | 2687  | 6          | 27,36 | 1907  | 5          | 24,52 | 1737  | 4          | 30,67 | 1897  | 5          | 23,23 | 1358  | 4          |
| Partido Riojano (PR+)                                               | 6,62  | 504   | 1          | 5,35  | 402   | 1          | 7,07  | 530   | 1          | 10,74 | 845   | 2          | 6,16  | 531   | 1          | 11,76 | 1023  | 2          | 3,49  | 282   | 0          | 9,73  | 758   | 1          | 6,17  | 430   | 1          | –     | –     | –          | –     | –     | –          | –     | –     | –          |
| Izquierda Unida (IU)-Podemos                                        | 6,18  | 471   | 1          | 4,64  | 349   | 0          | 7,00  | 525   | 1          | 5,02  | 395   | 0          | 4,67  | 403   | 0          | 6,93  | 603   | 1          | 5,88  | 476   | 1          | 8,43  | 657   | 1          | 4,15  | 289   | 0          | –     | –     | –          | –     | –     | –          | –     | –     | –          |
| Ciudadanos (CS)                                                     | –     | –     | –          | 6,15  | 462   | 1          | 8,87  | 665   | 1          | –     | –     | –          | –     | –     | –          | –     | –     | –          | –     | –     | –          | –     | –     | –          | –     | –     | –          | –     | –     | –          | –     | –     | –          | –     | –     | –          |
| Centro Democrático y Social (CDS)-Unión de Centro Democrático (UCD) | –     | –     | –          | –     | –     | –          | –     | –     | –          | –     | –     | –          | –     | –     | –          | –     | –     | –          | –     | –     | –          | –     | –     | –          | 2,01  | 140   | 0          | 7,03  | 498   | 1          | –     | –     | –          | 24,73 | 1446  | 5          |
| Partido de Trabajadores Revolucionarios (PTR)                       | –     | –     | –          | –     | –     | –          | –     | –     | –          | –     | –     | –          | –     | –     | –          | –     | –     | –          | –     | –     | –          | –     | –     | –          | –     | –     | –          | –     | –     | –          | –     | –     | –          | 11,96 | 699   | 2          |
| Concejales Independientes para La Rioja                             | –     | –     | –          | –     | –     | –          | –     | –     | –          | –     | –     | –          | –     | –     | –          | –     | –     | –          | –     | –     | –          | –     | –     | –          | –     | –     | –          | –     | –     | –          | –     | –     | –          | 9,25  | 541   | 1          |
| Democracia Municipal                                                | –     | –     | –          | –     | –     | –          | –     | –     | –          | –     | –     | –          | –     | –     | –          | –     | –     | –          | –     | –     | –          | –     | –     | –          | –     | –     | –          | –     | –     | –          | –     | –     | –          | 6,72  | 393   | 1          |

#### Evolución de la deuda viva municipal
El concepto de deuda viva contempla sólo las deudas con cajas y bancos relativas a créditos financieros, valores de renta fija y préstamos o créditos transferidos a terceros, excluyéndose, por tanto, la deuda comercial.
| Gráfica de evolución de la deuda viva del Ayuntamiento entre 2008 y 2023                         |
|                                                                                                  |
| Deuda viva del Ayuntamiento de Arnedo, en miles de euros, según datos del Ministerio de Hacienda |

## Cultura

### Patrimonio
- Cuevas de los Cien PilaresCueva de los Cien Pilares

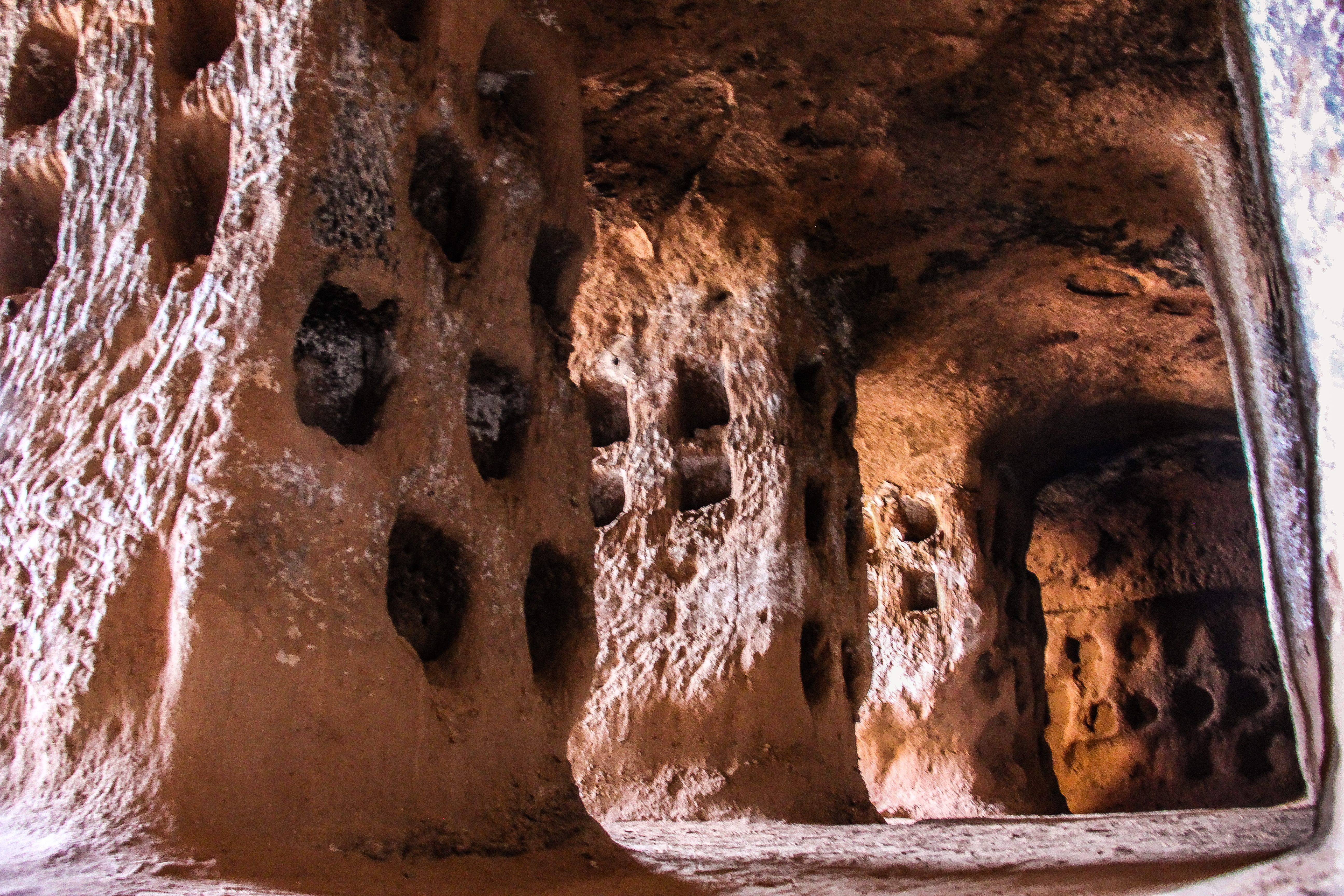
Cueva de los Cien Pilares

El complejo de las Cuevas de los Cien Pilares es a día de hoy el mayor y más singular atractivo turístico del municipio y forma parte de un importante Patrimonio Rupestre. Excavado bajo el cerro San Miguel, nos relata la relación entre el hombre y la tierra desde hace siglos. Se trata, probablemente, de los restos del antiguo monasterio de San Miguel, que aparece recogido en 1063 en el testamento de Sancho Fortún, entonces Señor de Arnedo. Junto a la Cueva de los Cien Pilares, el centro de interpretación Etnográfico de la Vida en las cuevas, nos relata la historia de las cuevas utilizadas como vivienda o para fines económicos (pajares, abejeras, corrales, bodegas...) en donde más de 200 familias vivían aún hasta mediados del siglo XX.
- Castillo de Arnedo.

El cerro del Castillo que domina el este de la población, se debió fortificar desde época romana al pasar por allí diversas calzadas. Al llegar los árabes en el 714 reconstruyen el castillo sobre esa hipotética fortaleza romana anterior, y tuvo un importante papel durante la Edad Media en las luchas de conquista y reconquista. Los Fernández de Velasco, Señores de Arnedo, acometieron algunas de las obras que han pervivido hasta nuestros días, para después ser abandonado, mientras que en el siglo XIX con motivo de las guerras carlistas volvió a remozarse. Durante los años 2016 al 2018 se ha realizado una obra de consolidación y restauración que ha permitido volver a abrirlo al público.
La ciudad posee tres iglesias situadas en el casco antiguo. Cada una de ellas destaca por distintos valores artísticos:
- Iglesia de Santo Tomás: Destaca por su arquitectura. Tiene una planta central con bóveda estrellada de ocho puntos, propia del gótico tardío. Tiene incoado expediente como Bien de Interés Cultural en la categoría de Monumento desde el 25 de marzo de 1980.[8]
- Iglesia de San Cosme y San Damián: Destaca por el retablo mayor que tiene propio del estilo barroco.
- Iglesia de Santa Eulalia: Destaca por sus cobres flamencos y numerosos lienzos barrocos. Esta iglesia está sometida a restauraciones y abre esporádicamente.

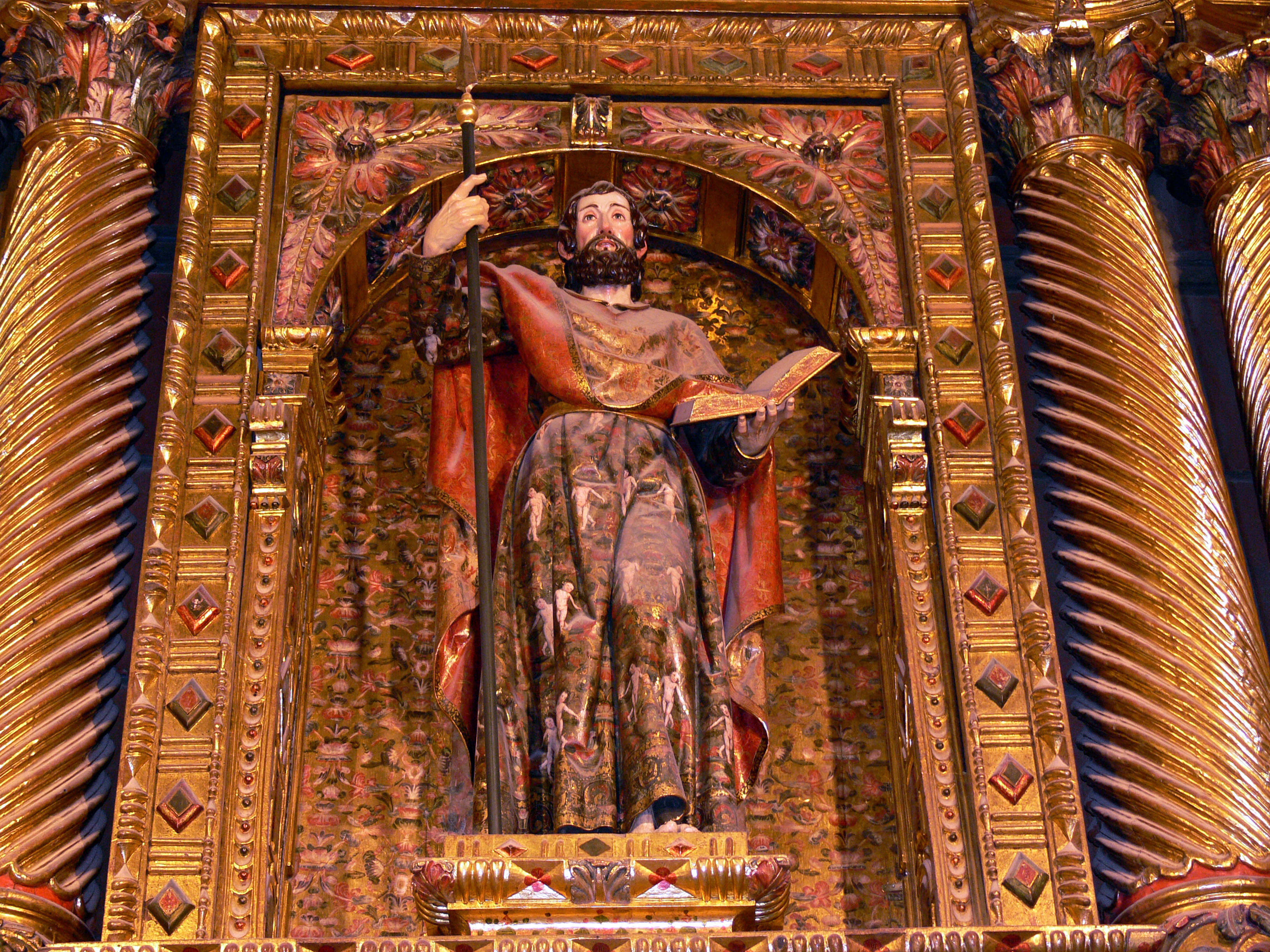
Interior de la iglesia de Santo Tomás

La ciudad conserva un gran número de casas-palacio en su mayoría barrocas que se sitúan en el Casco Antiguo que merecen la pena conocer. Entre ellas destacan el Palacio del Arzobispo Argaiz, actual Casa de Cultura (biblioteca municipal, salas de exposiciones,...) y el Palacio de la Baronesa, conocido como La Casa de Arte en la que se desarrollan actividades musicales y artísticas.

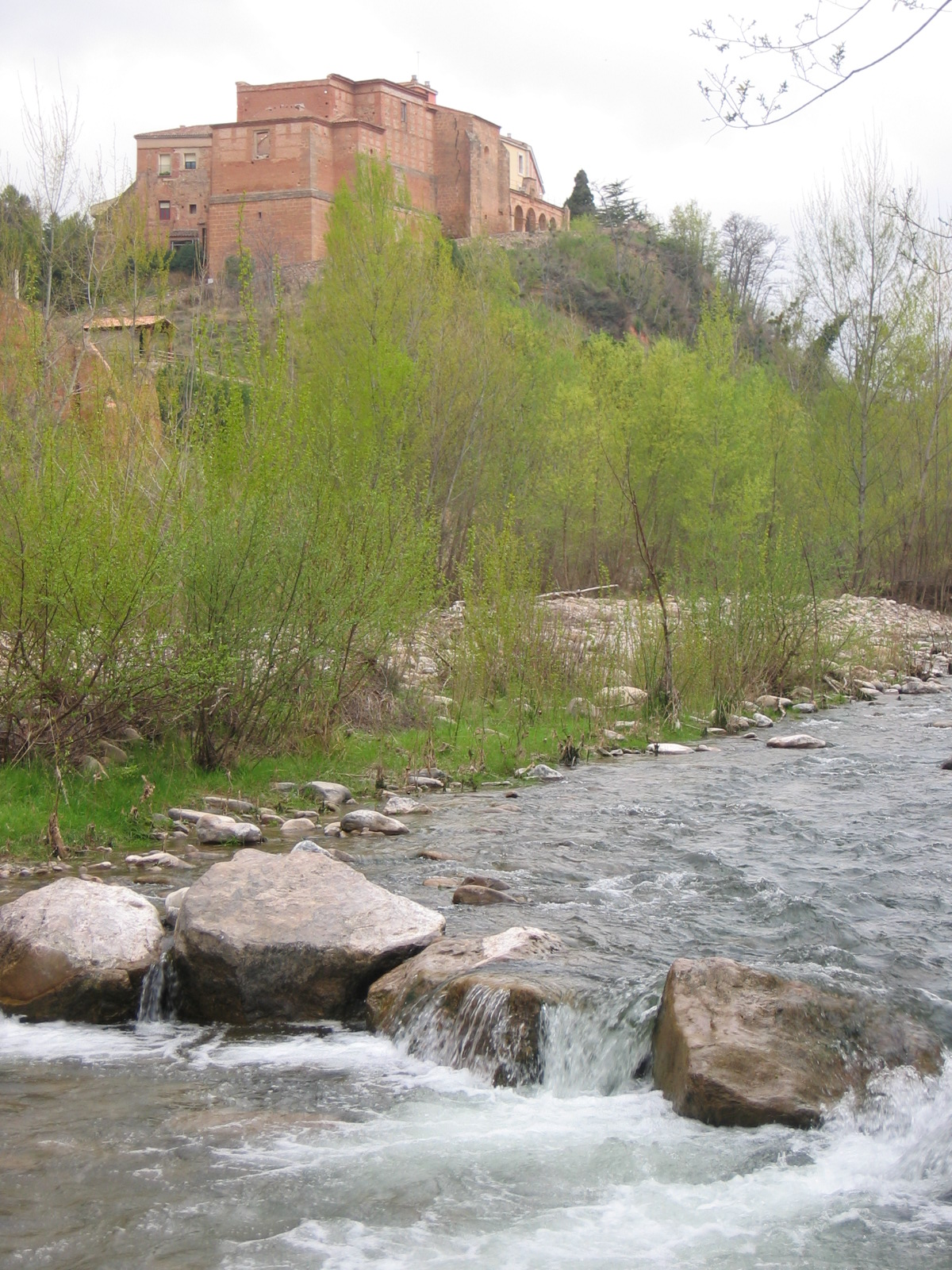
Monasterio de Vico, sobre el río Cidacos

- Monasterio de Vico: situado a unos tres km de la ciudad. Puede accederse a él por carretera o mediante el paseo del río Cidacos (Vía verde). Del edificio antiguo no queda nada, lo actual es del gótico del siglo XVI. Habitado por monjas cistercienses.
- Palacio de la Baronesa: magnífico edificio de estilo Art Noveau construido en 1901 y que debe su nombre a que sirvió como residencia de la Baronesa de Benasque.[9]
- La puerta del cinto o de Nuestra Señora de las Nieves: situada en el casco antiguo de Arnedo es un acceso el cual seguramente tenía fines de puerta de muralla. En ella se ve a la Virgen de las Nieves.
- Museo del Calzado: aquí se muestran algunos procesos de fabricación artesanal del calzado y ejemplos de los métodos actuales. También pueden verse zapatos de distintas épocas y, lo más importante, la patente del vulcanizado proceso productivo inventado por el químico arnedano Miralles.
- Centro tecnológico del calzado: Centro de investigación del calzado recientemente construido.
- Casa Palacio del Arzobispo Argaiz: Casa-palacio barroca construida en 1658 por el arzobispo de Granada José Argaiz Pérez. Ha sido residencia de su fundador, cárcel de la ciudad y del partido judicial, juzgado y ayuntamiento provisional, almacén, etc. Rehabilitada por completo en 1989, manteniendo sus características arquitectónicas y decorativas anteriores ahora es la Casa de cultura.
- Museo Ciencias Naturales: situado en la Casa de cultura contiene muestras de minerales, fósiles y útiles prehistóricos de la zona y réplicas de los distintos tipos de huellas de los yacimientos riojanos (icnitas).
- Teatro Cervantes: tuvo su origen en 1922 como resultado de la formación de una Sociedad (Teatro Cervantes S.A.) con el fin de ser un edificio para el teatro, café, casino,... su nombre se debe al arquitecto promotor de la idea Francisco Cervantes Jimeno. Desde entonces hasta ahora este teatro ha sufrido muchos cambios, el último tuvo lugar en 1999 una rehabilitación completa.
- Casa Palacio Sopranis: En la plaza de Nuestra Señora de Vico, de 1378 a 1881 el señorío de Arnedo fue ostentado por los Fernández de Velasco que poseían además otros títulos. Esta fue su primera vivienda tras abandonar el castillo, y al estar en ruinas en 1770 fue derribada y construido el edificio actual. De su oratorio quedan restos de un retablo de madera tallada y sin policromar, de estilo romanista. Se conoce como casa Sopranis, por su actual propietario. Tiene incoado expediente como Bien de Interés Cultural en la categoría de Monumento desde el 11 de enero de 1983.[8]
- Arnedo Arena: es la nueva plaza de toros de la ciudad, inaugurada el 20 de marzo de 2010, que sustituye al viejo recinto, que databa de 1903. Casi 6000 localidades para una ciudad de 14 500 habitantes, una de las medias más altas de España.

### Fiestas

#### Fiestas de San Cosme y San Damián

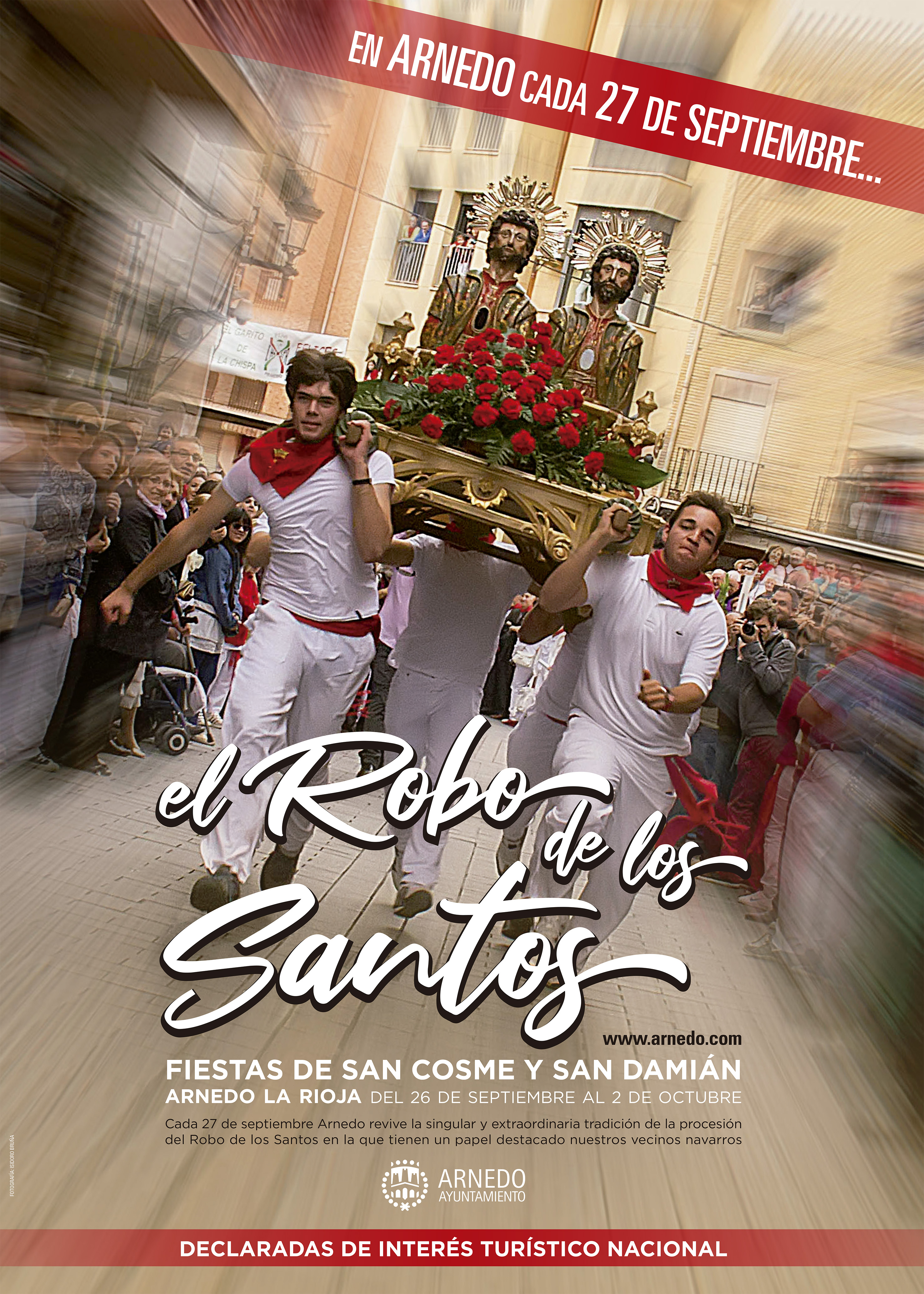
El Robo de los Santos

Las fiestas patronales en honor a San Cosme y San Damián se celebran entre el 26 de septiembre y el 2 de octubre de cada año. El día grande de las fiestas se celebra el 27 de septiembre, donde tiene lugar el tradicional Robo de los Santos, declarada como fiesta de Interés Turístico Nacional el 5 de noviembre de 2019 por la Secretaría de Estado de Turismo.
El origen de esta fiesta es la rivalidad entre los arnedanos y diversos pueblos de la ribera navarra por la propiedad de las imágenes de los santos médicos. Cada año, vecinos de diversas localidades navarras, principalmente Andosilla, se desplazan hasta Arnedo de madrugada para realizar un recorrido entonando canciones por las calles de la localidad en el denominado Rosario de la Aurora, tras el que se celebra una eucaristía.
Ya al medio día, los Santos Cosme y Damián salen en procesión, deteniéndose en varios puntos, donde un pregonero navarro realiza un alegato satírico con referencias a la actualidad intentando persuadir de la procedencia navarra de los santos. Este discurso finaliza siempre con el grito de «¡A Navarra con ellos!», tras el cual, cuatro portadores navarros salen corriendo con los andas de los Santos para intentar robarlos, deteniendo su carrera los arnedanos presentes. Una tradición entre lo religioso y lo profano de gran singularidad y que hermana a navarros y riojanos.
Además de esta jornada festiva, el resto de la semana está jalonada por multitud de citas musicales, lúdicas, taurinas o gastronómicas, muchas de las cuales se organizan con la colaboración de las peñas y asociaciones de la ciudad.
La semana festiva acoge también el ciclo de novilladas Zapato de Oro, uno de los certámenes novilleriles de mayor antigüedad y categoría del mundo, y cuyo trofeo,que se entrega desde 1972, poseen toreros como Enrique Ponce, Jesulín de Ubrique o Diego Urdiales, entre otros.

#### Otras fiestas de interés
- Cada uno de enero llega en un antiguo autobús hasta Arnedo el Hombre con tantas narices como días tiene el año, un curioso personaje que rememora la antigua leyenda con la que los más mayores solían engañar a los niños. Tras su llegada, reparte chucherías en la sede de la Peña Lubumbas.
- Fiestas de San José: Las fiestas de invierno de Arnedo, se configuran de manera similar a las fiestas mayores y se celebran en marzo durante tres días (fin de semana más cercano al día 19). En estas fiestas se disputa el Bolsín Zapato de Plata.
- Semana Santa: Entre el Domingo de Ramos y el Domingo de Resurrección se suceden diversas procesiones entre las que destaca la subida de la Cruz al Calvario, en la mañana de Viernes Santo, en donde dos penitentes, de entre los presentados al sorteo que se celebra el Domingo de Ramos, portan una cruz hasta el cerro San Miguel, conocido en Arnedo como el Calvario, realizando un Viacrucis. De entre los eventos lúdicos, destaca en la mañana de Jueves Santo la celebración de el día del ajo asado. Esta festividad gastronómica enciende en la céntrica Puerta Munillo una gran hoguera en la que se asan alrededor de 9000 ajos frescos y 2400 huevos con los que se realiza una gran degustación. La festividad tiene su continuación con la Ruta del Pincho de Ajo, en la que miles de personas recorren los bares y restaurantes de la localidad degustando elaboraciones con el ajo como protagonista.
- Romerías de San Marcos y San Juan: en torno al 25 de abril y el 24 de junio, respectivamente, se celebran estas tradicionales romerías. La de San Marcos conduce las imágenes del Santo y la Virgen de Hontanar hasta el paraje que lleva su nombre para jugar al Juego del Toro, donde desde el sacerdote, pasando por las autoridades civiles rememoran la antigua tradición en la que se daba unos pases a un toro. La de San Juan lleva a los romeros en carros engalanados con ramas de álamo hasta los pies del Monasterio de Vico, en donde se festeja con música y se cumple con el dicho «Por San Juan, chocolate con pan».
- El 8 de septiembre se celebra la festividad de la Virgen de Vico, patrona de la localidad. En torno a esa fecha se celebra el Mercado Kan de Vico, en el que se muestran las tradiciones y la gastronomía heredadas de las culturas que convivieron aquí: árabe, cristiana y judía. Arnedo se transforma y sus calles se llenan de saltimbanquis, artesanos... que pretenden hacernos viajar en el tiempo, reviviendo jornadas medievales.
- En octubre se celebra el festival de cortometrajes Octubre Corto, principal cita cinematográfica de La Rioja.

### Gastronomía
La gastronomía de la zona recoge la unión entre las gastronomías de las diferentes culturas que han estado conviviendo en el territorio. Cabe destacar la importancia de los árabes los cuales dejaron importantes postres como los fardelejos.
También destacan en la gastronomía de la población los frutos de sus huertas. Las familias de Arnedo suelen poseer pequeñas parcelas con hortalizas y las cultivan como afición y para su autoabastecimiento. En las fiestas del municipio los manjares se disfrutan en la calle y es usual ver a gente realizando unas chuletas asadas al sarmiento, o unos ricos ranchos.
En las fiestas de marzo, fácilmente se puede hallar en las brasas un hueco para asar ajos, cebollas y huevos. Actualmente se celebra cada año en Arnedo el Día del Ajo Asado, Fiesta de Interés Turístico Regional, en la jornada de Jueves Santo, entre marzo y abril.